# Headbangers Ball
Headbangers Ball (Fúria Metal en Brasil) fue un programa de televisión emitido por las cadenas MTV y MTV2 donde se presentaban vídeoclips de bandas de heavy metal. Empezó a transmitirse en el canal MTV el 18 de abril de 1987, transmitiendo vídeos de hard rock en horas de la noche, de artistas reconocidos y de bandas emergentes. Debido al surgimiento del grunge en los Estados Unidos, la relevancia de Headbangers Ball se puso en duda, siendo finalmente cancelado el programa en 1995. Ocho años después, dado el resurgimiento del género, el programa fue lanzado nuevamente, esta vez por el canal MTV2. En la actualidad el programa sigue activo, aunque solamente vía Internet.
El programa tuvo su versión latinoamericana de 1993 a 1997, fue conducido por el chileno Alfredo Lewin.

## Producciones discográficas
- MTV2 Headbangers Ball (2003)
- MTV2 Headbangers Ball Volume 2 (2004)
- MTV2 Headbangers Ball: The Revenge (2006)